# Jonathan Schönhagen
Jonathan Schönhagen (* 21. April 1993 in Rottenburg am Neckar) ist ein deutscher Volleyballspieler.

## Karriere
Schönhagen begann seine Karriere beim TV Rottenburg. Anschließend spielte er beim ASV Dachau und beim TSV Georgii-Allianz Stuttgart. Mit den Stuttgartern trat er von 2013 bis 2015 in der Zweiten Liga Süd an. Danach wechselte er zum Ligakonkurrenten SV Schwaig. 2019 wurde der Libero von der ebenfalls in der Zweiten aktiven FT 1844 Freiburg verpflichtet. Dort ist sein Bruder Jakob Schönhagen seit 2017 Cheftrainer. Mit den Freiburgern schaffte Schönhagen in der Saison 2022/23 als Tabellenzweiter den Aufstieg in die erste Liga. Freiburg erreichte das Viertelfinale im DVV-Pokal 2023/24, verpasste aber als Tabellenzehnter der Bundesliga-Saison die Playoffs.